# Lonchurus elegans
Lonchurus elegans är en fiskart som först beskrevs av Boeseman, 1948.  Lonchurus elegans ingår i släktet Lonchurus och familjen havsgösfiskar. Inga underarter finns listade i Catalogue of Life.